# 4355 Memphis
4355 Memphis è un asteroide della fascia principale. Scoperto nel 1960, presenta un'orbita caratterizzata da un semiasse maggiore pari a 2,5718601 UA e da un'eccentricità di 0,0411515, inclinata di 14,07796° rispetto all'eclittica.